# دبيان جنو/هيرد
دبيان جنو/هيرد (بالإنجليزية: Debian GNU/Hurd)‏ هي توزيعة من مشروع دبيان تستخدم نواة جنو هيرد. الإصدار الحالي من دبيان جنو/هيرد هو L1.

## تاريخ
بدء بتطوير دبيان جنو/هيرد منذ العام 1998, ولكنه لم يعلن عنها رسميا. أكثر من 60% من حزم البرمجيات الخاصة بدبيان/جنو لينكس تم تصديرها إلى دبيان جنو/هيرد. ومع ذلك لا تزال هيرد نفسها تحت التطوير، وعلى هذا النحو ليست جاهزة للاستخدام في الأنظمة الإنتاجية. الأغلبية الساحقة من مستخدمي دبيان يستخدمون دبيان جنو/لينكس اما دبيان جنو/هيرد مستخدميها قلة أو لا يكادون يذكرون لحد الآن.